# Толкин, Виктор

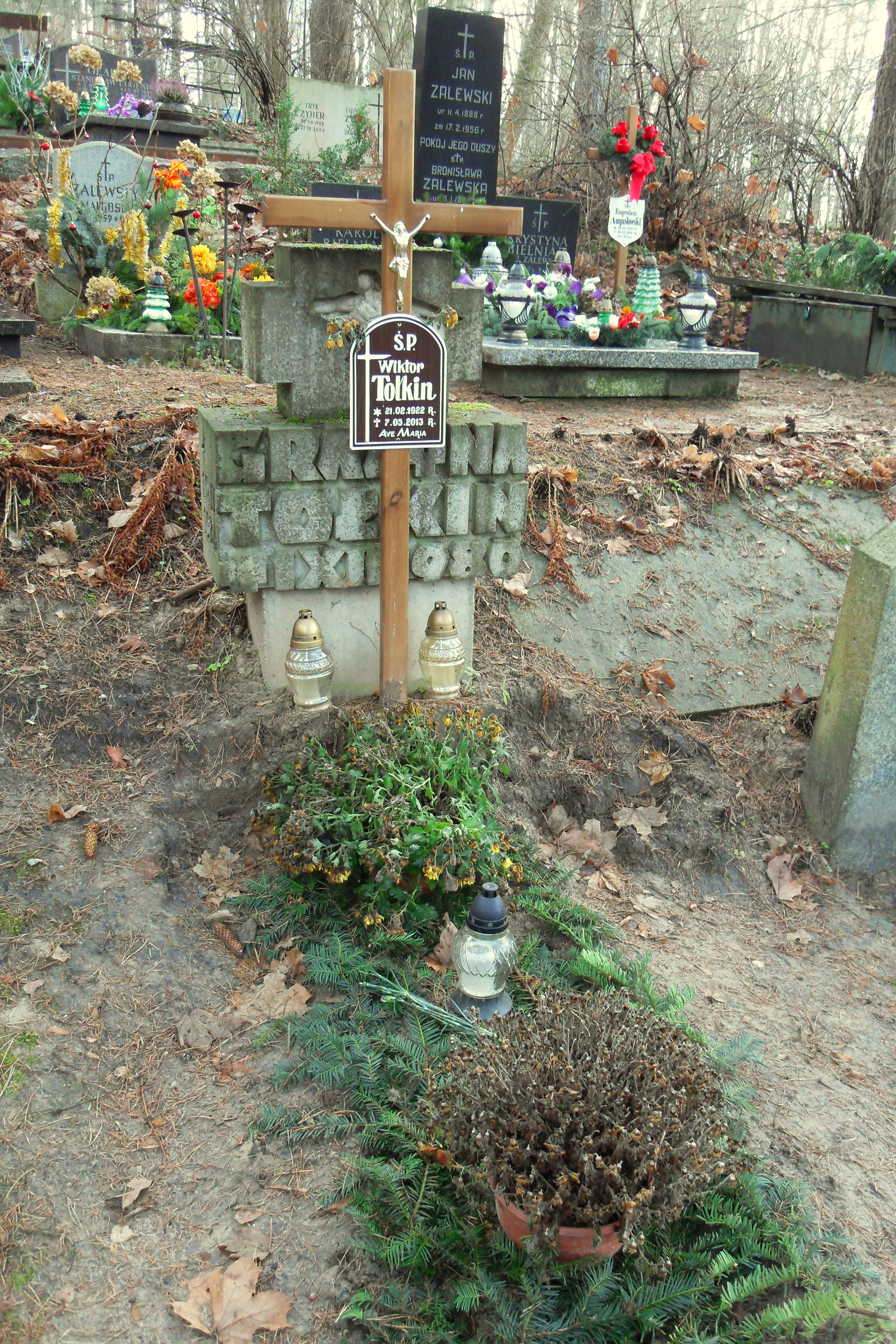
Могила В. Толкина на Сребжиском кладбище в Гданьске.

Виктор Толкин (пол. Wiktor Tołkin, 21 февраля 1922, Tołkacze, Подляское воеводство — 7 мая 2013, Гданьск, Поморское воеводство) — польский скульптор и архитектор. Участник сопротивления Армии Крайовой во время Второй мировой войны; он был арестован гестапо и находился в заключении в Освенциме с 17 ноября 1942 года по февраль 1944 года. В этот период Толкин пережил марш смерти в Шталаг в Зандбостеле.

## Творчество
Толкин окончил два университета: Гданьский политехнический институт и Академию изящных искусств в Гданьске, и стал одним из наиболее влиятельных польских художников 1960-х годов. Он наиболее известен своими монументальными скульптурами, построенными в память о жертвах немецких концентрационных лагерей в Штуттгофе и Майданеке. Его наиболее известные работы — это абстрактные формы цветного бетона с выразительной формой, включающие архитектурный дизайн и элементы.

## Известные работы
- Памятник «Обручение Польши с морем» в Колобжеге, построен 30 ноября 1963 года.
- Памятник «Бой и мученичество» в нацистском концлагере Штуттгоф, построенный 12 мая 1968 года.
- Памятник «Борьбе и мученичеству» и мавзолей-пантеон в нацистском концлагере Майданек, построенный в 1969 году.
- «Бой и мученичество» в Павяке, Варшава.
- Памятник битве в Плоцке (1978).

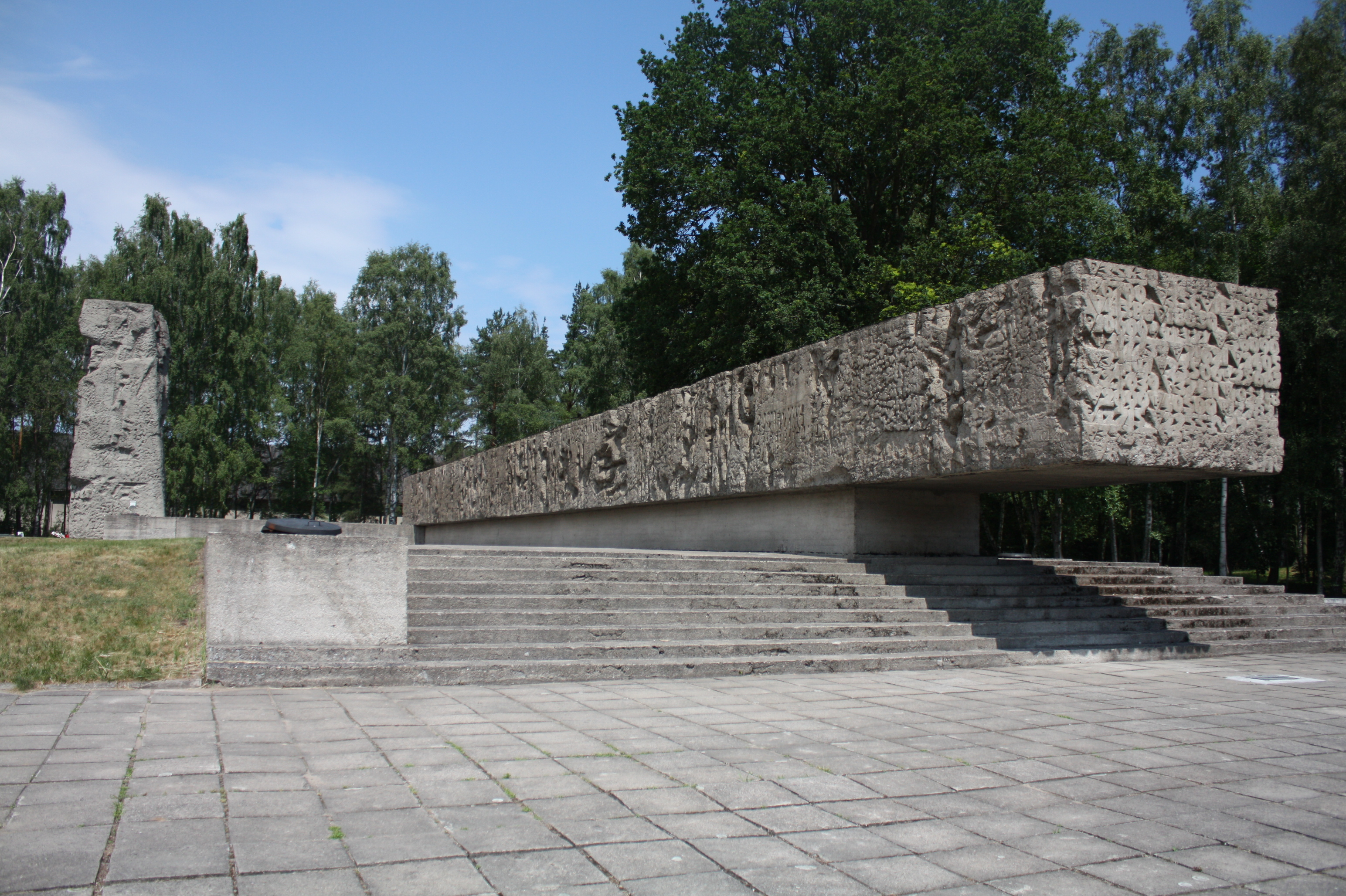
«Бой и мученичество», Штутово[укр.] (Польша)
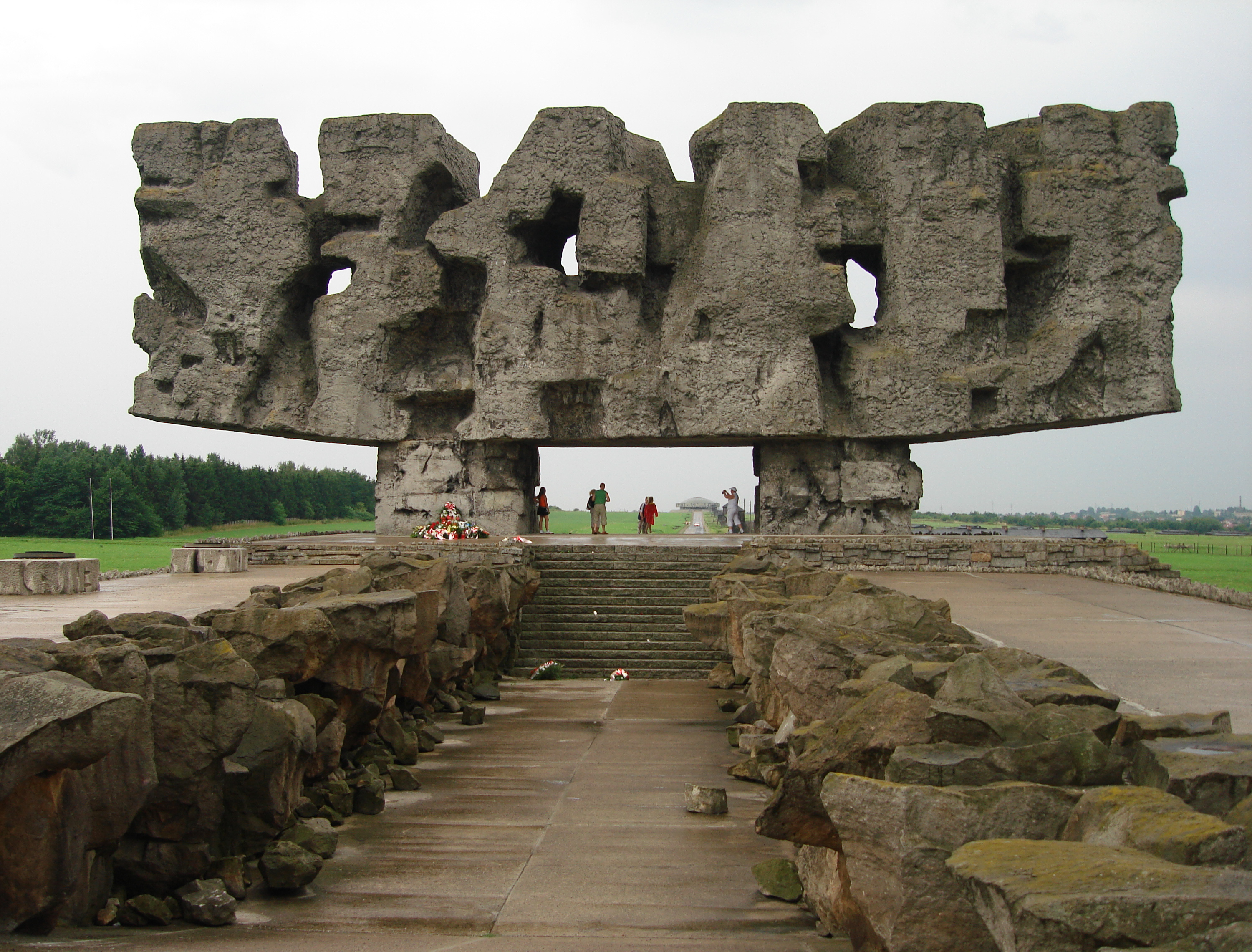
«Бой и мученичество», Майданек (Польша)
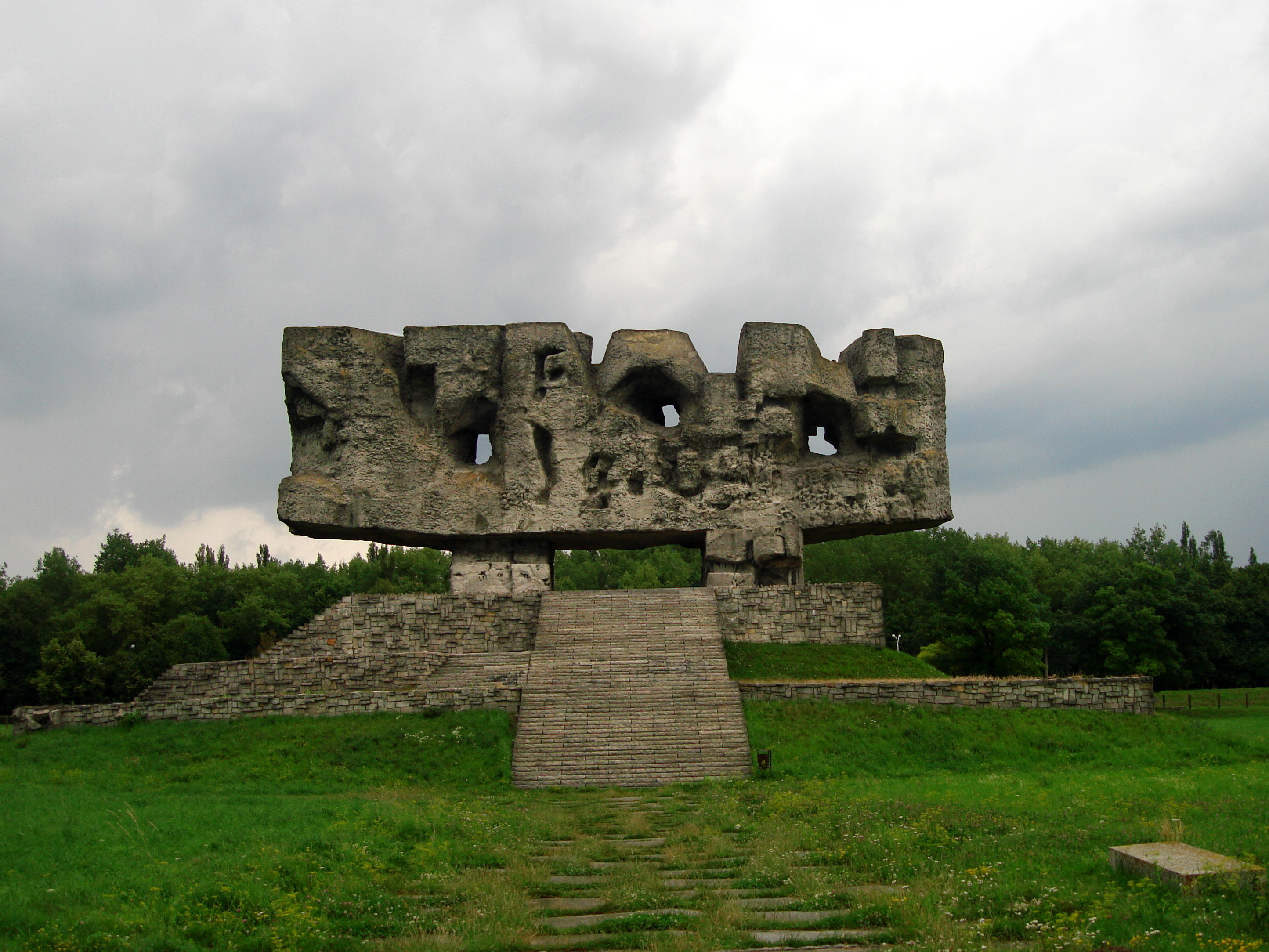
Памятник «Борьба и мученичество» в Майданеке, вид сзади
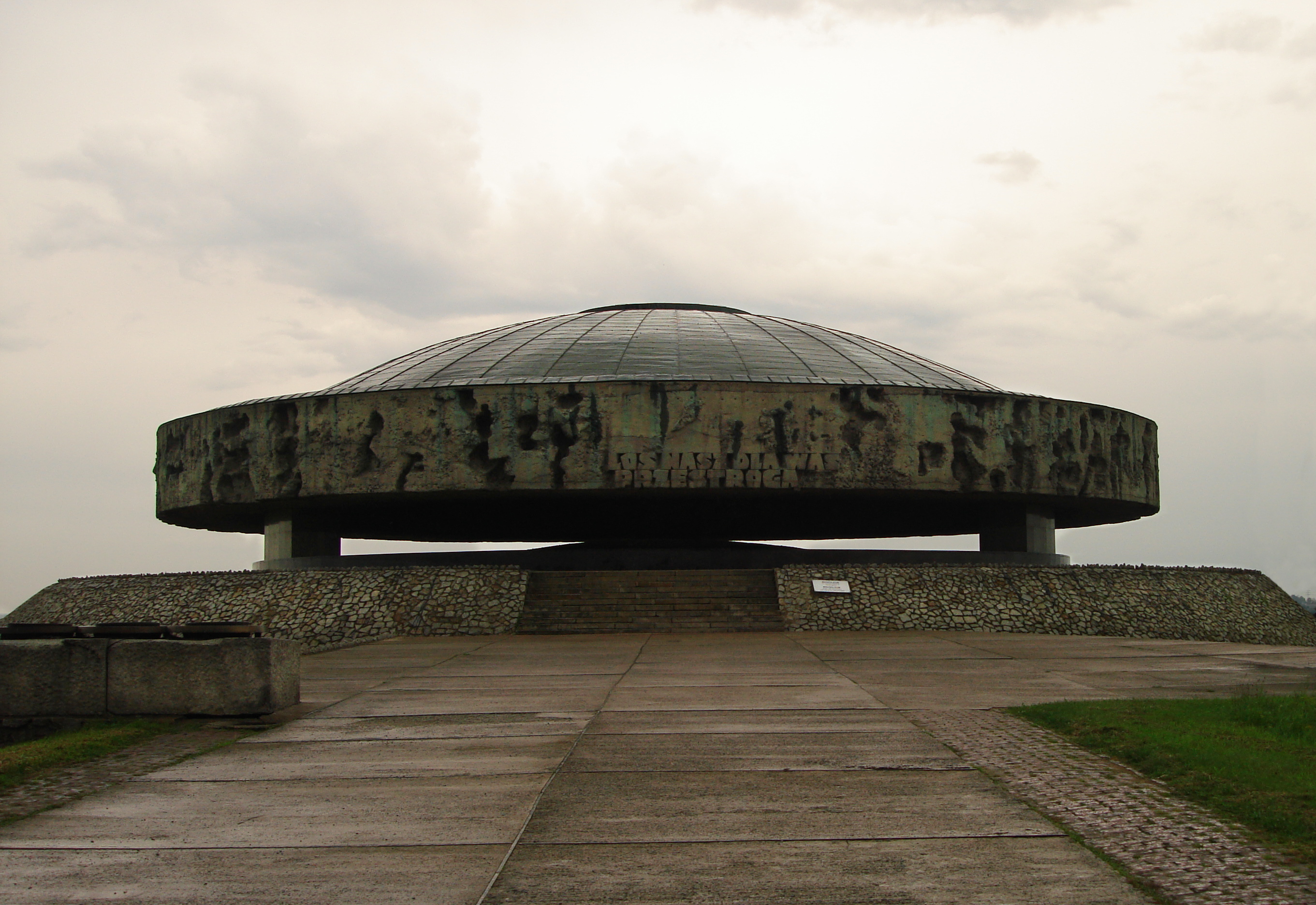
Мавзолей в Майданеке, надпись: «Пусть наша судьба будет вам предостережением»
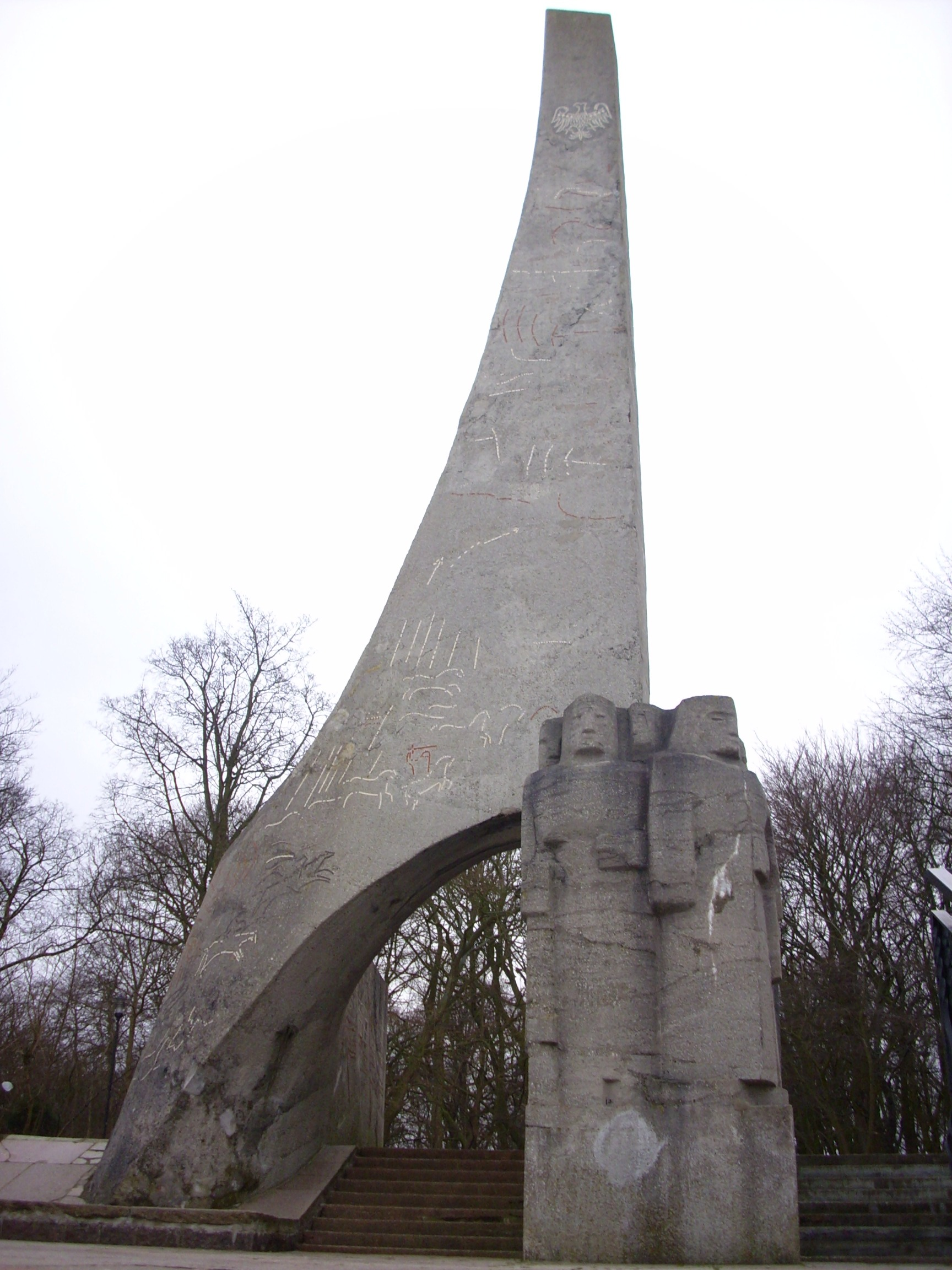
«Памятник обручения Польши с морем», Колобжег